# 東京都公安条例事件
東京都公安条例事件（とうきょうとこうあんじょうれいじけん）とは、日本の判例。

## 概要
昭和33年（1958年）下旬に全学連幹部ら7人は、警職法反対や勤務評定反対等のデモを主催するにあたって、東京都公安条例による「交通秩序を乱す行為は絶対に行わないこと」とする許可事項に反して蛇行進や渦巻行進などを行ったり、無許可デモを行った。そのため、7人は東京都公安条例違反等で起訴された。
昭和34年（1959年）8月8日に東京地裁（裁判長は岸盛一）は新潟県公安条例事件の最高裁判決の基準を適用し、東京都公安条例は規制対象の特定性に欠け、認否の基準が不明確であり、新潟県公安条例にあったみなし許可規定も存在しないことから、集会の自由や表現の自由を規定した日本国憲法第21条に違反するとして、7人に対し、東京都公安条例違反について無罪判決を言い渡した。
検察官は控訴したが、刑事訴訟規則第247条及び第248条（最高裁判所への事件移送）により、審理は最高裁に移送された。
昭和35年（1960年）7月20日に最高裁は、第一審判決を破棄し、東京地裁に審理を差し戻した。
デモ活動が「現在する多数人の集合体自体の力、つまり潜在する一種の物理的力によつて支持されて」おり、その「潜在的な力は、あるいは予定された計画に従い、あるいは突発的に内外からの刺激、せん動等によつてきわめて容易に動員され得る性質」を持つため、「平穏静粛な集団であつても、時に昂奮、激昂の渦中に巻きこまれ、甚だしい場合には一瞬にして暴徒と化し、勢いの赴くところ実力によつて法と秩序を蹂躪し、集団行動の指揮者はもちろん警察力を以てしても如何ともし得ないような事態に発展する危険が存在する」とした。そして、このことから、デモ活動に対しては公安条例を以って「地方的情況その他諸般の事情を十分考慮に入れ、不測の事態に備え、法と秩序を維持するに必要かつ最小限度の措置を事前に講ずること」はやむを得ない、と判示した。
また、本条例のデモ活動の規制については、「公共の安寧を保持する上に直接危険を及ぼすと明らかに認められる場合」に当たる場合のデモ活動が禁じられるとした規定が、「文面上では許可制を採用しているが、この許可制はその実質において届出制とことなるところがない。集団行動の条件が許可であれ届出であれ、要はそれによつて表現の自由が不当に制限されることにならなければ差支えない」と判示した。
なお、同日には合憲判決によって有罪となっていた広島県公安条例事件の上告を棄却して有罪判決を確定させ、違憲判決による無罪となっていた静岡県公安条例事件の上告については、条例が廃止されたことを受けて免訴判決が合わせて出された。
昭和38年（1963年）3月27日に差し戻された東京地裁は7人に対して罰金1万円から1万5000円の有罪判決を言い渡した。被告人7人の内3人が控訴するも、昭和39年（1964年）4月27日に東京高裁は控訴を棄却した。被告人3人は上告するも、同年9月15日に上告が棄却され、7人全員に東京都公安条例違反の有罪判決が確定した。

## 評価

### 集団暴徒化論
本判例の、平穏静粛な集団であっても集団心理によって暴徒と化す危険があるため、公安条例で法と秩序を維持するに必要かつ最小限度の措置を設けることやむを得ない、とした判例法理は「集団暴徒化論」といわれる。だが、この法理については、当時の現実を背景とするとしても、あまりにも集団行動による表現行為の意義に無理解だとして批判される。